# Bikash Jairu
Bikash Jairu (Gyalshing, 12 marzo 1982) è un calciatore indiano, centrocampista svincolato.

## Statistiche

### Presenze e reti nei club
| Stagione           | Squadra            | Campionato         | Campionato | Campionato | Coppe nazionali | Coppe nazionali | Coppe nazionali | Coppe europee | Coppe europee | Coppe europee | Altre coppe | Altre coppe | Altre coppe | Totale | Totale |
| Stagione           | Squadra            | Comp               | Pres       | Reti       | Comp            | Pres            | Reti            | Comp          | Pres          | Reti          | Comp        | Pres        | Reti        | Pres   | Reti   |
| ------------------ | ------------------ | ------------------ | ---------- | ---------- | --------------- | --------------- | --------------- | ------------- | ------------- | ------------- | ----------- | ----------- | ----------- | ------ | ------ |
| 2020-2021          | East Bengal        | ISL                | 4          | 0          | -               | -               | -               | -             | -             | -             | -           | -           | -           | 4      | 0      |
| 2021-2022          | East Bengal        | ISL                | 11         | 0          | -               | -               | -               | -             | -             | -             | -           | -           | -           | 11     | 0      |
| Totale East Bengal | Totale East Bengal | Totale East Bengal | 15         | 0          |                 | 0               | 0               |               | -             | -             |             | -           | -           | 15     | 0      |
| Totale carriera    | Totale carriera    | Totale carriera    | 15         | 0          |                 | 0               | 0               |               | -             | -             |             | -           | -           | 15     | 0      |

### Cronologia presenze e reti in nazionale
| Cronologia completa delle presenze e delle reti in nazionale ― India | Cronologia completa delle presenze e delle reti in nazionale ― India | Cronologia completa delle presenze e delle reti in nazionale ― India | Cronologia completa delle presenze e delle reti in nazionale ― India | Cronologia completa delle presenze e delle reti in nazionale ― India | Cronologia completa delle presenze e delle reti in nazionale ― India | Cronologia completa delle presenze e delle reti in nazionale ― India | Cronologia completa delle presenze e delle reti in nazionale ― India |
| Data                                                                 | Città                                                                | In casa                                                              | Risultato                                                            | Ospiti                                                               | Competizione                                                         | Reti                                                                 | Note                                                                 |
| -------------------------------------------------------------------- | -------------------------------------------------------------------- | -------------------------------------------------------------------- | -------------------------------------------------------------------- | -------------------------------------------------------------------- | -------------------------------------------------------------------- | -------------------------------------------------------------------- | -------------------------------------------------------------------- |
| 8-10-2015                                                            | Aşgabat                                                              | Turkmenistan                                                         | 2 – 1                                                                | India                                                                | Qual. Mondiali 2018                                                  | -                                                                    | 79’                                                                  |
| 13-10-2015                                                           | Mascate                                                              | Oman                                                                 | 3 – 0                                                                | India                                                                | Qual. Mondiali 2018                                                  | -                                                                    |                                                                      |
| 25-12-2015                                                           | Thiruvananthapuram                                                   | Sri Lanka                                                            | 0 – 2                                                                | India                                                                | SAFF Championship 2015 - 1º turno                                    | -                                                                    | 69’                                                                  |
| 27-12-2015                                                           | Thiruvananthapuram                                                   | India                                                                | 4 – 1                                                                | Nepal                                                                | SAFF Championship 2015 - 1º turno                                    | -                                                                    |                                                                      |
| 31-12-2015                                                           | Thiruvananthapuram                                                   | India                                                                | 3 – 2                                                                | Maldive                                                              | SAFF Championship 2015 - Semifinale                                  | -                                                                    |                                                                      |
| 3-1-2016                                                             | Thiruvananthapuram                                                   | India                                                                | 2 – 1 dts                                                            | Afghanistan                                                          | SAFF Championship 2015 - Finale                                      | -                                                                    | 120+1’                                                               |
| 24-3-2016                                                            | Teheran                                                              | Iran                                                                 | 4 – 0                                                                | India                                                                | Qual. Mondiali 2018                                                  | -                                                                    | 32’ 36’                                                              |
| 3-9-2016                                                             | Mumbai                                                               | India                                                                | 4 – 1                                                                | Porto Rico                                                           | Amichevole                                                           | -                                                                    | 46’                                                                  |
| 6-6-2017                                                             | Mumbai                                                               | India                                                                | 2 – 0                                                                | Nepal                                                                | Amichevole                                                           | -                                                                    | 46’                                                                  |
| 13-6-2017                                                            | Bangalore                                                            | India                                                                | 1 – 0                                                                | Kirghizistan                                                         | Qual. Coppa d'Asia 2019                                              | -                                                                    | 74’                                                                  |
| 14-11-2017                                                           | Margao                                                               | India                                                                | 2 – 2                                                                | Birmania                                                             | Qual. Coppa d'Asia 2019                                              | -                                                                    | 76’                                                                  |
| Totale                                                               |                                                                      | Presenze                                                             | 11                                                                   |                                                                      | Reti                                                                 | 0                                                                    |                                                                      |

## Palmarès

### Club

#### Competizioni nazionali
- Indian Super League: 1

Atlético de Kolkata: 2016

### Nazionale
- SAFF Championship: 1

2015